# Улица Порука (Рига)
Улица По́рука (латыш. Poruka iela) — улица в Северном районе Риги, в Межапарксе. Пролегает в северо-восточном направлении от проспекта Кокнесес до улицы Виля Олава. Длина улицы — 490 метров.
Улица на всём протяжении заасфальтирована, разрешено движение в обоих направлениях. Общественный транспорт по улице не курсирует.

## История
Трасса будущей улицы сложилась в 1910-е годы, но официальный статус и название в честь латышского писателя и журналиста Яниса Порука (1871—1911) были присвоены лишь в 1929 году. Переименований улицы не было.

## Застройка и достопримечательности

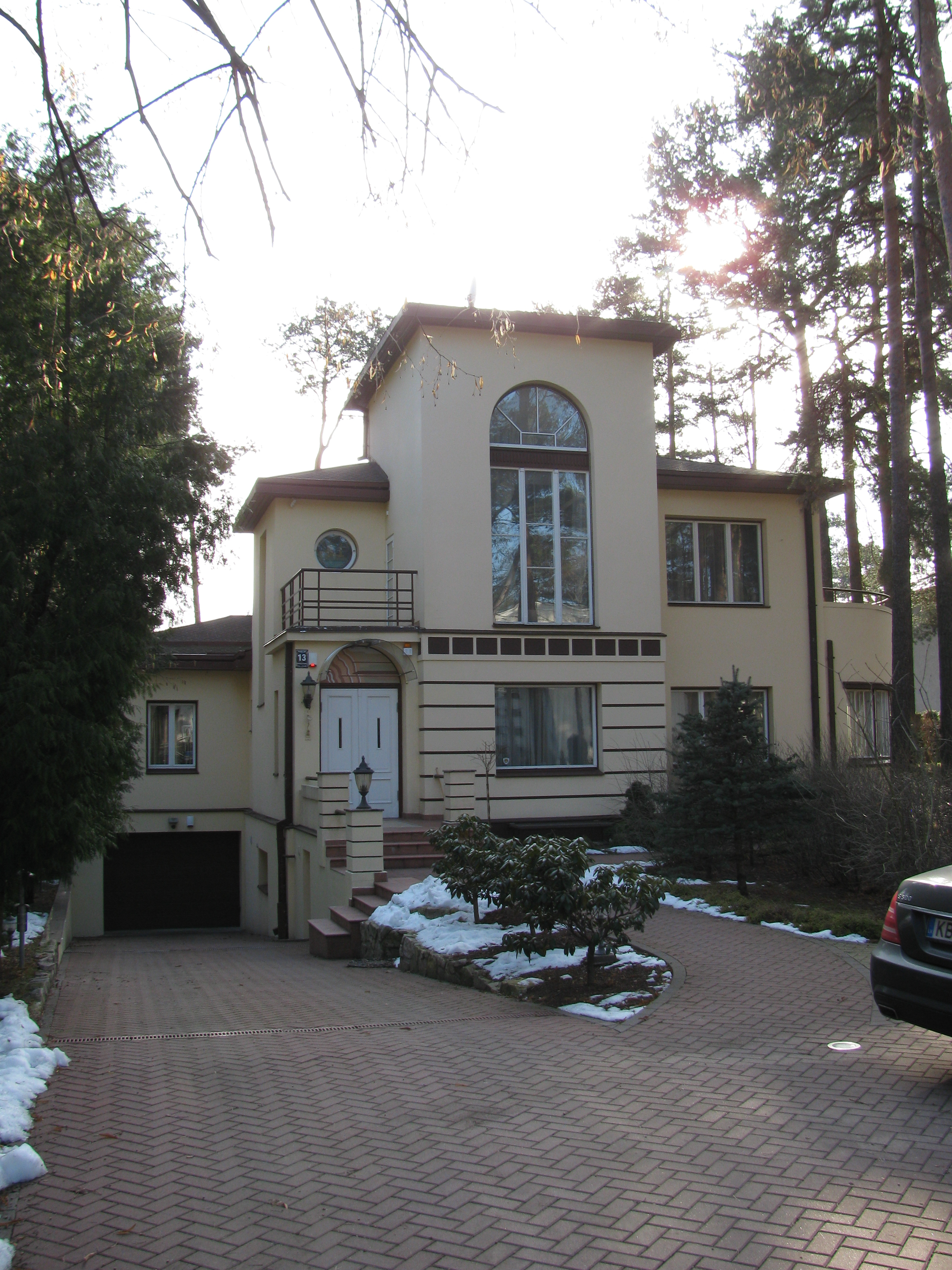
Дом № 13

Улица Порука застроена преимущественно частными особняками 1930-х годов. 9 здания признаны памятниками архитектуры, в том числе 4 — памятниками государственного значения:
- В доме № 7 с 1929 по 1937 год жил латышский писатель П. Розитис[2].
- Дом № 9 (архитектор О. Тилманис, 1930) — памятник архитектуры местного значения.
- Дом № 10 (архитектор К. Янсонс, 1936) — памятник архитектуры государственного значения. С 1944 по 1963 год здесь жил советский государственный деятель, академик А. М. Кирхенштейн[2].
- Дом № 13 (архитектор А. Гринбергс[латыш.], 1932) — памятник архитектуры государственного значения.
- Дом № 14 (архитектор П. Кундзиньш[6], 1931) — памятник архитектуры государственного значения.
- Дом № 15 (архитектор А. Гринбергс, 1932) — памятник архитектуры местного значения.
- Дом № 16 (архитектор П. Кундзиньш, 1928) — памятник архитектуры местного значения.
- Дом № 17 (архитектор А. Гринбергс, 1931) — памятник архитектуры местного значения.
- Дом № 18 (архитектор А. Браунфельдс, 1930) — памятник архитектуры государственного значения.
- Дом № 23 (архитектор О. Тилманис, 1931) — памятник архитектуры местного значения.

## Прилегающие улицы
Улица Порука пересекается со следующими улицами:
- проспект Кокнесес
- улица Велмес
- улица Виля Олава